# 静脉血栓
静脉血栓又稱静脉血栓栓塞症、静脉血栓形成，是指静脉被血栓（血块）阻塞時出現的狀況。深静脉血栓是一種常见的静脉血栓，即深静脉中出現了血栓。如果血栓流到肺部并停留在那里，就会变成肺栓塞，肺栓塞也是一種静脉血栓。此外还有其他较少见的静脉血栓，例如视网膜静脉血栓形成、脑静脉窦血栓形成、腎靜脈血栓。